# 京都府道75号浜丹後線
京都府道75号浜丹後線（きょうとふどう75ごう はまたんごせん）は、京都府宮津市日置から京丹後市丹後町竹野に至る府道（主要地方道）である。

## 概要
宮津市北部の日置地区と京丹後市丹後町の間人（たいざ）地区附近を連絡する府道である。起終点はいずれも国道178号となっており、海岸線沿いに経ヶ岬を経由する国道178号に対して、本路線は丹後半島を横断して短絡する線形となっている。
弥栄町須川附近と弥栄町野間地区から丹後町豊栄地区にかけての山岳区間を中心に、1車線から1.5車線程度の幅員しかない狭隘な未改良区間が残る。また、宮津市と京丹後市の市境には不通区間があるため、主要地を連絡する路線として、国道178号の代替ルートとしては機能していない。
不通区間より起点側は、海沿いの日置から里山景観の残る世屋高原を結んでいる。また、終点側は細川ガラシャ隠棲地の味土野附近から弥栄町野間地区を通過して前述の山岳区間となった後、丹後町豊栄地区から間人地区をバイパスして、竹野地区まで竹野川右岸を走行し、国道178号交点に達する。

### 路線データ
- 起点：宮津市日置（国道178号・国道482号交点）
- 終点：京丹後市丹後町竹野（国道178号・国道482号交点）
- 路線延長：26.3 km[1]
- 旧道：京丹後市丹後町是安 - 京丹後市丹後町岩木

## 歴史
- 1959年（昭和34年）12月18日、一般府道244号浜丹後線として京都府が認定[4]。
- 1993年（平成5年）5月11日 - 建設省から、府道浜丹後線が浜丹後線として主要地方道に指定される[5]。
- 1994年（平成6年）4月1日 - 京都府が主要地方道に認定、整理番号を75とする。

## 路線状況

### 重複区間
- 京都府道57号弥栄本庄線（京丹後市弥栄町須川 - 京丹後市弥栄町野中）
- 京都府道654号井辺平線（京丹後市弥栄町野中）
- 京都府道653号碇網野線（京丹後市丹後町是安 - 京丹後市丹後町成願寺）
- 国道482号（京丹後市丹後町成願寺）
- 京都府道656号間人大宮線（京丹後市丹後町成願寺 - 京丹後市丹後町間人）

### 不通区間
- 宮津市木子 - 京丹後市弥栄町須川

## 地理

### 通過する自治体
- 宮津市
- 京丹後市

### 交差する道路
| 交差する道路                                | 交差する場所 | 交差する場所 | 交差する場所               | 備考                                                    |
| ------------------------------------------- | ------------ | ------------ | -------------------------- | ------------------------------------------------------- |
| 国道178号（国道482号重複）                  | 京都府       | 宮津市       | （日置）                   | 起点                                                    |
| 京都府道617号上延利線                       | 京都府       | 宮津市       | （日置）                   |                                                         |
| 京都府道621号下世屋本庄線                   | 京都府       | 宮津市       | （下世屋）                 |                                                         |
| 京都府道618号上世屋内山線                   | 京都府       | 宮津市       | （上世屋）                 |                                                         |
| 丹後半島縦貫林道                            | 京都府       | 宮津市       | （上世屋）                 |                                                         |
|                                             | 京都府       | 宮津市       | （木子）                   |                                                         |
| 不通区間                                    |              |              |                            |                                                         |
|                                             | 京都府       | 京丹後市     | （弥栄町須川）             |                                                         |
| 京都府道655号味土野大宮線                   | 京都府       | 京丹後市     | （弥栄町須川）             |                                                         |
| 京都府道625号岩ヶ鼻須川線                   | 京都府       | 京丹後市     | （弥栄町須川）             |                                                         |
| 京都府道57号弥栄本庄線                      | 京都府       | 京丹後市     | （弥栄町須川）             | 弥栄町野中まで重複                                      |
| 京都府道57号弥栄本庄線                      | 京都府       | 京丹後市     | （弥栄町野中）             |                                                         |
| 京都府道654号井辺平線                       | 京都府       | 京丹後市     | （弥栄町野中）             | 弥栄町野中で重複                                        |
| 京都府道654号井辺平線                       | 京都府       | 京丹後市     | （弥栄町野中）             |                                                         |
| 京都府道653号碇網野線                       | 京都府       | 京丹後市     | （丹後町是安）             | 三宅橋まで重複                                          |
| 国道482号・ 京都府道656号間人大宮線（重複） | 京都府       | 京丹後市     | 成願寺清水（丹後町成願寺） | 三宅橋まで国道482号と重複 丹後町間人まで府道656号と重複 |
| 国道482号・ 京都府道653号碇網野線（重複）   | 京都府       | 京丹後市     | 三宅橋（丹後町成願寺）     |                                                         |
| 京都府道656号間人大宮線                     | 京都府       | 京丹後市     | （丹後町間人）             |                                                         |
| 国道178号（国道482号重複）                  | 京都府       | 京丹後市     | （丹後町竹野）             | 終点                                                    |

※ 交差する場所の括弧書きは地名、それ以外は交差点名で表示

### 沿線にある施設など

#### 自然
- 世屋川
- 世屋高原
- 金剛童子山
- 宇川
- 竹野川

#### 史跡
- 細川ガラシャ碑（細川忠興夫人隠棲地）
- 神明山古墳

#### 官公庁・公共施設
- 宮津警察署日置駐在所
- 宮津市役所日置地区連絡所
- 京丹後市立丹後古代の里資料館

#### 教育
- 宮津市立日置中学校
- 宮津市立日置小学校
- 京丹後市立野間小学校
- 京丹後市立豊栄小学校

#### 神社・仏閣
- 金剛心院
- 若田神社
- 禅海寺
- 山口神社
- 松源寺
- 世屋姫神社
- 慈眼寺
- 洞養寺
- 大宮神社
- 延命寺
- 宝蔵寺
- 竹野神社

#### 金融機関・郵便局
- 日置郵便局
- 野間郵便局